# Skarpnäck
Skarpnäck è un sobborgo sud-occidentale che costituisce una delle 14 circoscrizioni della città di Stoccolma.

## Geografia fisica
La zona di Skarpnäck è composta da nove diversi distretti: Bagarmossen, Björkhagen, Enskededalen, Flaten, Hammarbyhöjden, Kärrtorp, Orhem, Skarpnäcks gård e Skrubba.
Al 31 dicembre 2007 la popolazione era di 40.707 su un'area di 15.66 km², per una densità media di 2.599 ab./km².

## Storia
Lo sviluppo dell'area si è verificato prevalentemente a partire dagli anni 1920, con la costruzione di ville private presso Enskededalen. Un decennio dopo si registra l'edificazione di appartamenti nella zona di Hammarbyhöjden. La crescita di Björkhagen, Kärrtorp e Bagarmossen si è invece riscontrata durante gli anni quaranta e cinquanta.

## Infrastrutture e trasporti
Skarpnäck è attraversata dalla Tyresövägen (parte orientale dell'autostrada 229 Skarpnäck–Bollmora), ed è costeggiata dall'autostrada 73 (Älgesta–Stoccolma), chiamata anche Nynäsvägen.

Le linee di bus numero 172 (Norsborg-Skarpnäck) e 173 (Skärholmen-Skarpnäck) fanno qui capolinea.

È inoltre presente un'omonima stazione della metropolitana.

## Galleria d'immagini

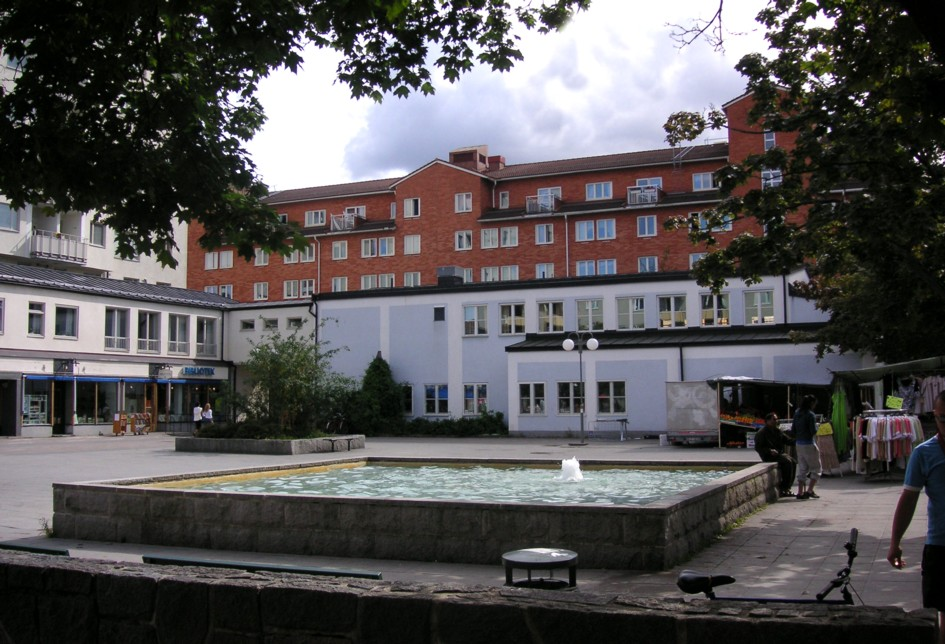
Bagarmossen centrum
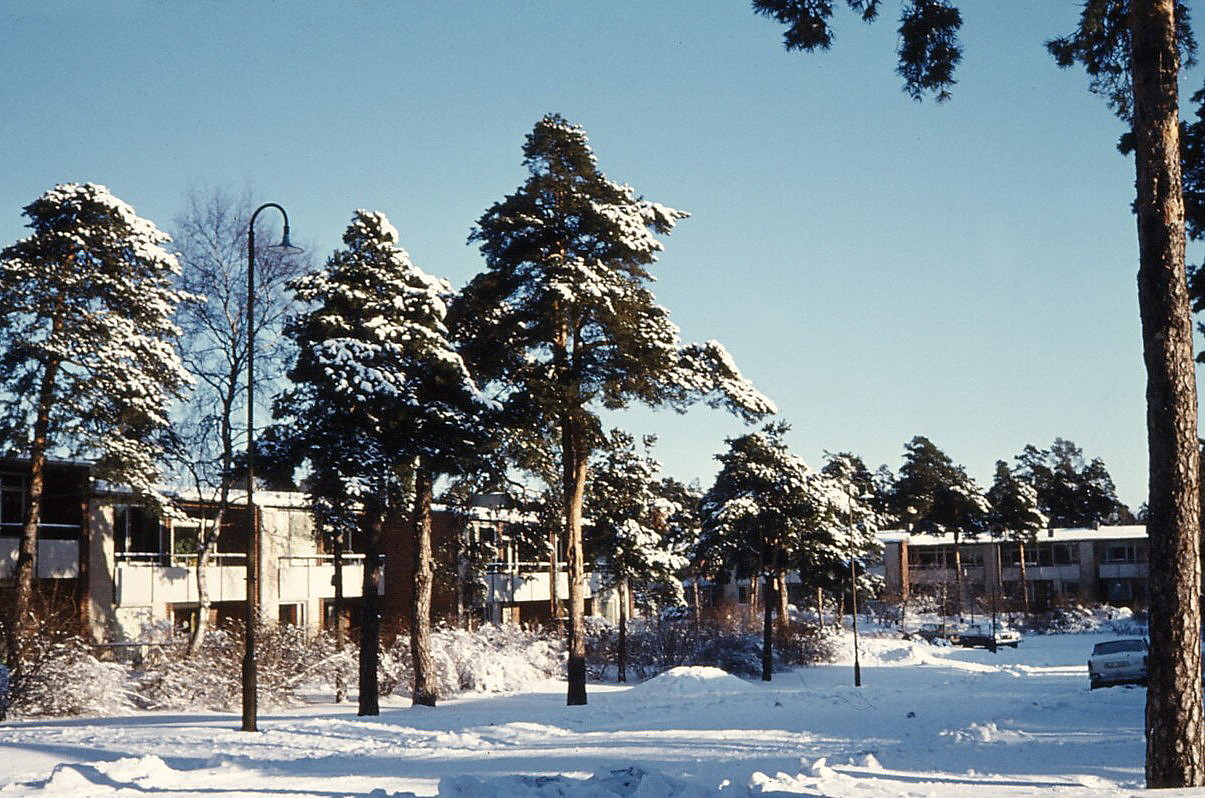
Riksrådsvägen
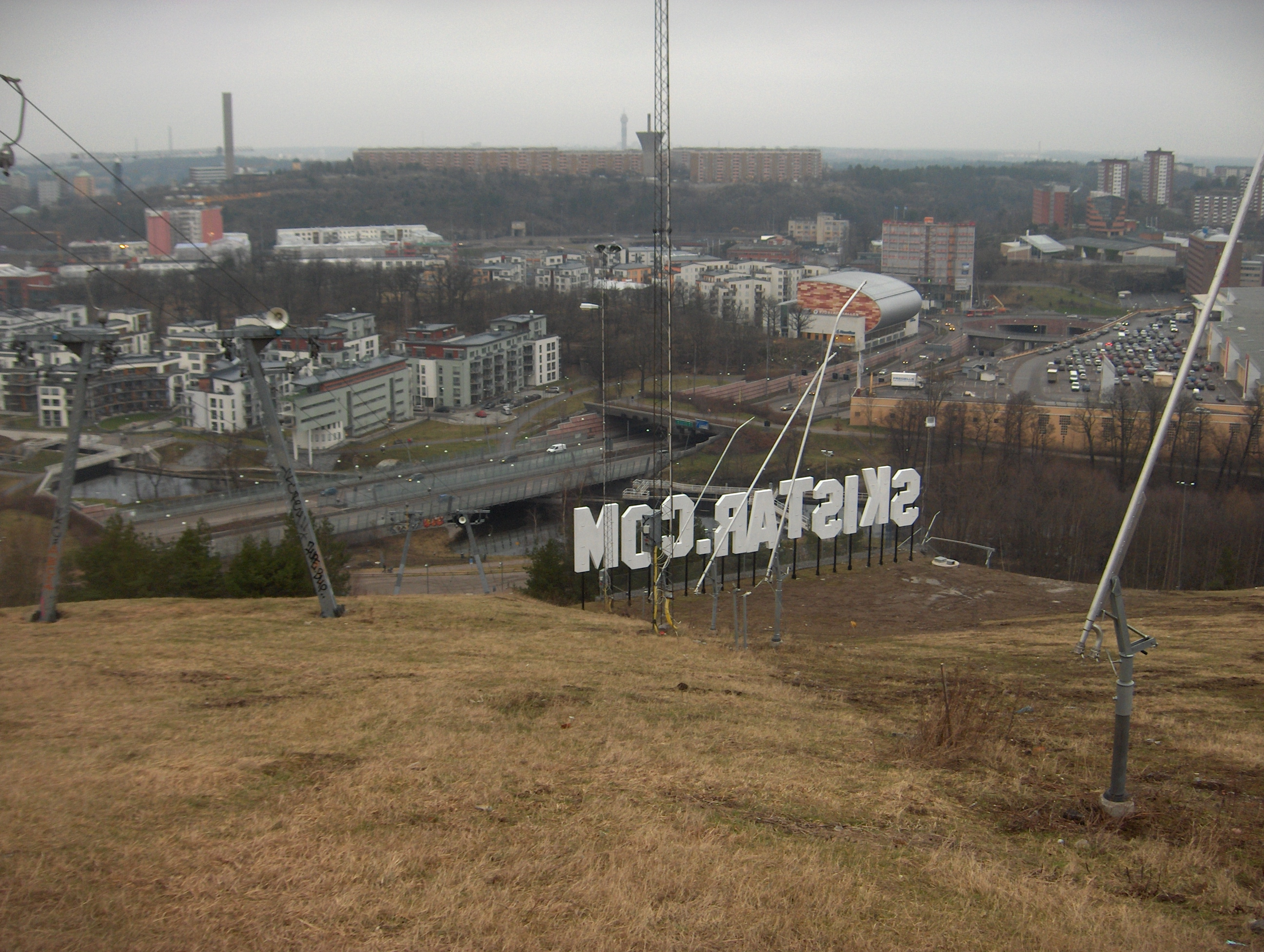
Panorama da Hammarbytoppen